# Phường chèo đỏ

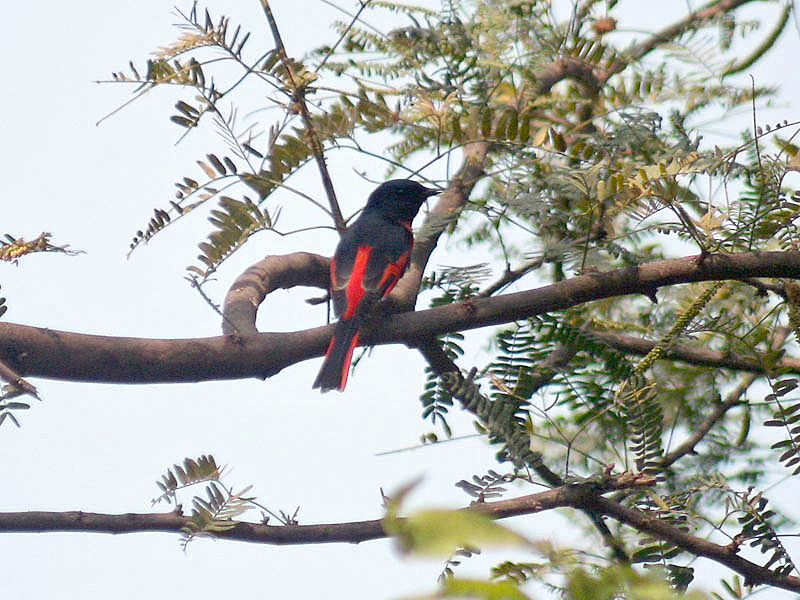
Con trống tại Bharatpur, Rajasthan, India

Phường chèo đỏ (danh pháp hai phần: Pericrocotus ethologus) là một loài chim trong họ Campephagidae.